# Alfordpleidooi
Het Alfordpleidooi (Engels: Alford plea) is een pleidooi gebruikt in het rechtssysteem van de Verenigde Staten. Het pleidooi houdt in dat een verdachte/beklaagde zijn onschuld blijft volhouden, maar toegeeft dat er genoeg bewijs is om hem te veroordelen.
Het Alfordpleidooi is in iedere rechtbank van de Verenigde Staten geldig, maar enkele uitzonderingen zijn: de rechtbanken van de United States Army en de staatsrechtbanken van New Jersey, Indiana en Michigan.

## Oorsprong
Het Alfordpleidooi vindt zijn oorsprong in een zaak van het Hooggerechtshof van de Verenigde Staten: North Carolina versus Alford uit 1970. Henry Alford een Afro-Amerikaan werd in 1963 aangeklaagd voor moord met voorbedachten rade. Het bewijs in de zaak omvatte getuigenissen van getuigen die zeiden dat Alford na de dood van het slachtoffer had verteld dat hij de persoon had vermoord. Uit getuigenverklaringen kwam naar boven dat Alford en het slachtoffer ruzie hadden gehad in het huis van het slachtoffer. Alford liep het huis uit waarna het slachtoffer de deur opendeed en dodelijk geraakt werd door een kogel.
Alford werd duidelijk gemaakt dat hij de doodstraf kon krijgen als hij veroordeeld werd door een juryrechtspraak. Men werd destijds veroordeeld tot de doodstraf, een standaardstraf volgens de wet van North Carolina als er aan twee vereisten werden voldaan; de beklaagde moest onschuldig hebben gepleit en de jury adviseerde geen levenslange gevangenisstraf. De kans bestond dat Alford de doodstraf zou krijgen, omdat hij onschuldig pleitte aan moord met voorbedachten rade. Desalniettemin pleitte Alford schuldig aan de ten laste gelegde feiten en zei dat hij dit alleen deed om de doodstraf te ontlopen, nadat hij de aanklacht in twijfel trok. Hij werd veroordeeld tot 30 jaren gevangenisstraf nadat de rechter zijn pleidooi aanvaardde en geoordeeld had dat zijn advocaat hem adequaat had geadviseerd.
Alford ging in beroep tegen de uitspraak en verzocht om een nieuw proces, met als argument dat hij gedwongen werd schuldig te pleiten, hij zou bang geweest zijn om de doodvonnis te krijgen als hij dit niet zou doen. Het Hooggerechtshof van North Carolina oordeelde dat Alford vrijwillig de schuldbekentenis had gedaan en wist wat het betekende. Na deze uitspraak diende Alford een verzoekschrift in van Habeas corpus bij het Hof van Beroep voor het 4e circuit. Dit hof oordeelde dat de bekentenis niet vrijwillig was, omdat hij uit angst voor de doodstraf een bekentenis had afgelegd. In een van zijn oproepen schreef Alford: “I just pleaded guilty because they said if I didn't, they would gas me for it." 
De zaak werd vervolgens aangetekend bij het Amerikaanse Hooggerechtshof. Rechter Byron White schreef het meerderheidsbesluit uit, waarin geoordeeld werd dat het aanvaarden van het pleidooi, de beklaagde geadviseerd moest zijn door een bekwame advocaat en in staat was om de verdachte te informeren dat schuldig pleitte in de zaak zijn beste beslissing zou zijn. Het Hof oordeelde dat de beklaagde een dergelijk pleidooi kon indienen "Wanneer hij tot de conclusie komt dat zijn belangen een schuldbekentenis vereisen en het proces-verbaal sterk wijst op schuld". Bewijs dat de aanklager sterke argumenten had voor een veroordeling en dat de beklaagde een pleidooi deed om deze veroordeling te voorkomen. Het Hof merkte verder op dat zelfs als de beklaagde had kunnen aantonen dat hij geen schuldigpleidooi zou hebben gevoerd zonder de grondgedachte van het krijgen van een lagere straf, het pleidooi zelf niet ongeldig zou zijn verklaard. Aangezien er bewijs bestond dat de veroordeling van Alford hetzelfde had kunnen blijven, oordeelde het Hooggerechtshof dat zijn pleidooi toelaatbaar was, terwijl Alford zelf nog steeds vol bleef houden onschuldig te zijn.